# Philepittidae
Famille
La famille des Philepittidae appartient à l'ordre des Passeriformes dans la classification de Sibley. D'après la classification de référence (version 2.2) du Congrès ornithologique international, cette famille n'existe pas et ses espèces sont désormais placées dans la famille des Eurylaimidae.

## Taxinomie de Sibley
Elle comprend les 4 espèces de philépittes, petits oiseaux forestiers (de 9 à 16,5 cm), à queue courte, largement frugivores et nectarivores. Les mâles sont brillamment colorés ; deux des espèces ont le bec long et recourbé.
Les philépittes sont endémiques de Madagascar, où elles vivent dans les forêts pluviales, aussi bien de plaine que de haute altitude, ainsi que dans les vallées humides de la forêt caducifoliée sèche.

## Liste alphabétique des genres
- Neodrepanis Sharpe, 1875
- Philepitta I. Geoffroy Saint-Hilaire, 1838

## Liste des espèces
N.B. : l'ordre de cette liste n'est pas aléatoire, il correspond à des liens de parenté entre les différentes espèces (phylogénie). Elle a été établie à partir des listes d'Alan P. Peterson et de la Commission internationale des noms français des oiseaux (Cinfo).
- Philépitte veloutée — Philepitta castanea (Statius Muller, 1776)
- Philépitte de Schlegel — Philepitta schlegeli Schlegel, 1867
- Philépitte souimanga — Neodrepanis coruscans Sharpe, 1875
- Philépitte de Salomonsen — Neodrepanis hypoxantha Salomonsen, 1933